# Tillandsia 'Unamit'
Tillandsia 'Unamit' es un  cultivar híbrido del género Tillandsia perteneciente a la familia  Bromeliaceae.
Es un híbrido creado con las especies Tillandsia fasciculata × Tillandsia harrisii.